# Amo (Rapper)
Amo ist ein deutscher Rapper mit kurdischen Wurzeln.

## Leben
Amo wurde durch die Teilnahme an der Rap-Casting-Show Rap La Rue bekannt und erreichte den 3. Platz. Markenzeichen ist seine schnelle Art zu rappen. Mit dem Track Amo aller Amos wird er beim Label 385idéal von Celo & Abdi gesignt. Amo aller Amos ist auch der Titel seines Debütalbums, das am 8. November 2024 erschien. Neben seinen Labelbossen sind außerdem Soufian, Nimo, Aymen, Ché Salah, Sott, Jiyo, Safraoui und Avie auf dem Album zu hören.

## Diskografie

### Studioalben
| Jahr | Titel Musiklabel                     | Höchstplatzierung, Gesamtwochen, AuszeichnungChartplatzierungen (Jahr, Titel, Musiklabel, Platzierungen, Wochen, Auszeichnungen, Anmerkungen) | Höchstplatzierung, Gesamtwochen, AuszeichnungChartplatzierungen (Jahr, Titel, Musiklabel, Platzierungen, Wochen, Auszeichnungen, Anmerkungen) | Höchstplatzierung, Gesamtwochen, AuszeichnungChartplatzierungen (Jahr, Titel, Musiklabel, Platzierungen, Wochen, Auszeichnungen, Anmerkungen) | Anmerkungen                            |
| Jahr | Titel Musiklabel                     | DE | AT | CH | Anmerkungen                            |
| ---- | ------------------------------------ | --- | --- | --- | -------------------------------------- |
| 2024 | Amo aller Amos 385idéal • Sony Music | DE15 (3 Wo.)DE | AT20 (2 Wo.)AT | CH12 (3 Wo.)CH | Erstveröffentlichung: 8. November 2024 |
| 2025 | SSJ 385idéal • Sony Music            | DE5 (… Wo.)DE | AT9 (… Wo.)AT | CH17 (… Wo.)CH | Erstveröffentlichung: 30. Juli 2025    |

### Singles
| Jahr | Titel Album                      | Höchstplatzierung, Gesamtwochen, AuszeichnungChartplatzierungen (Jahr, Titel, Album, Platzierungen, Wochen, Auszeichnungen, Anmerkungen) | Höchstplatzierung, Gesamtwochen, AuszeichnungChartplatzierungen (Jahr, Titel, Album, Platzierungen, Wochen, Auszeichnungen, Anmerkungen) | Höchstplatzierung, Gesamtwochen, AuszeichnungChartplatzierungen (Jahr, Titel, Album, Platzierungen, Wochen, Auszeichnungen, Anmerkungen) | Anmerkungen                                                                          |
| Jahr | Titel Album                      | DE | AT | CH | Anmerkungen                                                                          |
| --- | -------------------------------- | --- | --- | --- | ------------------------------------------------------------------------------------ |
| 2024 | Champions League –               | DE97 (1 Wo.)DE | — | — | Erstveröffentlichung: 11. Januar 2024 mit Haaland936 & Aymen                         |
| 2024 | Baile –                          | DE51 (8 Wo.)DE | — | — | Erstveröffentlichung: 7. März 2024 mit Haaland396 & Kauta                            |
| 2024 | Eredivisie –                     | DE21 (4 Wo.)DE | AT35 (2 Wo.)AT | CH40 (2 Wo.)CH | Erstveröffentlichung: 29. März 2024 mit Haaland936                                   |
| 2024 | RLR Connect –                    | DE94 (1 Wo.)DE | — | — | Erstveröffentlichung: 19. April 2024 mit Aymen, Brel, Haaland936, Ilo 7araga & Kauta |
| 2024 | Amo aller Amos                   | DE12 (28 Wo.)DE | AT55 (7 Wo.)AT | CH69 (4 Wo.)CH | Erstveröffentlichung: 24. April 2024                                                 |
| 2024 | A General Amo aller Amos         | DE88 (1 Wo.)DE | — | — | Erstveröffentlichung: 5. Juni 2024                                                   |
| 2024 | Schlimmer denn je –              | DE70 (1 Wo.)DE | — | — | Erstveröffentlichung: 8. August 2024 mit Soufian & Aymenfeat, Nimo & Sott            |
| 2024 | Milano Amo aller Amos            | DE83 (2 Wo.)DE | — | — | Erstveröffentlichung: 21. August 2024                                                |
| 2024 | Rapstar Amo aller Amos           | DE9 (10 Wo.)DE | AT34 (7 Wo.)AT | CH33 (4 Wo.)CH | Erstveröffentlichung: 4. September 2024 mit Nimo                                     |
| 2024 | Picasso Amo aller Amos           | DE29 (3 Wo.)DE | — | CH75 (1 Wo.)CH | Erstveröffentlichung: 25. September 2024 mit Aymen                                   |
| 2024 | Veronika Amo aller Amos          | DE44 (2 Wo.)DE | — | — | Erstveröffentlichung: 9. Oktober 2024 mit Ché Salah & Sott                           |
| 2024 | Blue Lights Amo aller Amos       | DE89 (1 Wo.)DE | — | — | Erstveröffentlichung: 23. Oktober 2024                                               |
| 2024 | Benz Series Black Amo aller Amos | DE70 (1 Wo.)DE | — | — | Erstveröffentlichung: 5. November 2024 mit Safraoui                                  |
| 2024 | Blutbad –                        | DE40 (1 Wo.)DE | — | CH91 (1 Wo.)CH | Erstveröffentlichung: 27. November 2024 feat. Mero                                   |
| 2025 | TirTak                           | DE95 (1 Wo.)DE | — | — | Erstveröffentlichung: 1. Januar 2025 mit Aymen & Ché Salah                           |
| 2025 | Uhr SSJ                          | — | — | — | Erstveröffentlichung: 29. Januar 2025                                                |
| 2025 | Dunya SSJ                        | DE29 (4 Wo.)DE | — | — | Erstveröffentlichung: 19. Februar 2025                                               |
| 2025 | Ideal                            | DE35 (2 Wo.)DE | — | — | Erstveröffentlichung: 23. April 2025                                                 |
| 2025 | Luana –                          | DE98 (1 Wo.)DE | — | — | Erstveröffentlichung: 7. Mai 2025                                                    |
| 2025 | OL im SL –                       | DE35 (1 Wo.)DE | — | — | Erstveröffentlichung: 15. Mai 2025 Olexesh feat. Amo                                 |
| 2025 | Amo –                            | DE95 (1 Wo.)DE | — | — | Erstveröffentlichung: 21. Mai 2025                                                   |
| 2025 | Capri Sun –                      | DE6 (… Wo.)DE | AT22 (… Wo.)AT | CH52 (4 Wo.)CH | Erstveröffentlichung: 30. Mai 2025 Aymen feat. Amo                                   |
| 2025 | Coração –                        | DE31 (3 Wo.)DE | — | — | Erstveröffentlichung: 12. Juni 2025 mit Haaland936                                   |
| 2025 | Reggaeton –                      | DE26 (4 Wo.)DE | AT61 (1 Wo.)AT | CH70 (1 Wo.)CH | Erstveröffentlichung: 18. Juni 2025 feat. Nimo                                       |
| 2025 | Love All Night –                 | DE2 (… Wo.)DE | AT19 (… Wo.)AT | CH18 (… Wo.)CH | Erstveröffentlichung: 2. Juli 2025 feat. Aymen                                       |
| 2025 | RS 7 –                           | DE89 (1 Wo.)DE | — | — | Erstveröffentlichung: 16. Juli 2025 feat. Soufian                                    |
| 2025 | Antalya SSJ                      | DE29 (… Wo.)DE | — | — | Erstveröffentlichung: 23. Juli 2025 feat. Ché Salah                                  |
| Folgende Lieder erschienen nicht als Single, wurden aber durch das Album zum Download und Streaming bereitgestellt und konnten somit eine Platzierung erlangen: |                                  | | | |                                                                                      |
| |                                  | | | |                                                                                      |
| 2025 | Aye OnTouRage                    | DE8 (7 Wo.)DE | AT13 (5 Wo.)AT | CH9 (5 Wo.)CH | Charteinstieg: 11. April 2025 Nimo feat. Amo                                         |

Weitere Singles
- 2023: Sharmuta
- 2023: Ayaya
- 2023: Danse (feat. ilo 7araga)
- 2024: Telele
- 2024: Alles flauschig (feat. Jiyo)
- 2024: Umbrella
- 2024: Hass
- 2024: Solo
- 2024: Arielle
- 2024: Violett (feat. Schubi AKpella)
- 2024: Alles Paletti (feat. Jiyo)
- 2024: X (mit Shabab)
- 2024: Baba aller Babas
- 2024: Arbeitsamt (feat. Abdi)
- 2024: Saroukh (feat. Celo)

### Als Gastmusiker
- 2024: Celo & Abdi: Champion